# 福-弗雷奈
福-弗雷奈（法語：Faux-Fresnay，法語發音：[fo fʁɛnɛ]）是法国马恩省的一个市镇，属于埃佩尔奈区。该市镇由福（Faux）和弗雷奈（Fresnay）两个村庄组成。

## 地理
福-弗雷奈（48°39'1"N, 3°56'15"E）面积27.26 平方千米，位于法国大東部大區马恩省，该省份为法国东北部内陆省份，北起阿登省，西北接埃纳省，西南接塞纳-马恩省，南至奥布省，东南接上马恩省，东临默兹省。
与福-弗雷奈接壤的市镇（或旧市镇、城区）包括：普朗西拉拜、萨隆、昂格吕泽勒和库尔塞勒、科鲁瓦、库尔瑟曼、古尔冈松、圣萨蒂南、塔阿。
福-弗雷奈的时区为UTC+01:00、UTC+02:00（夏令时）。

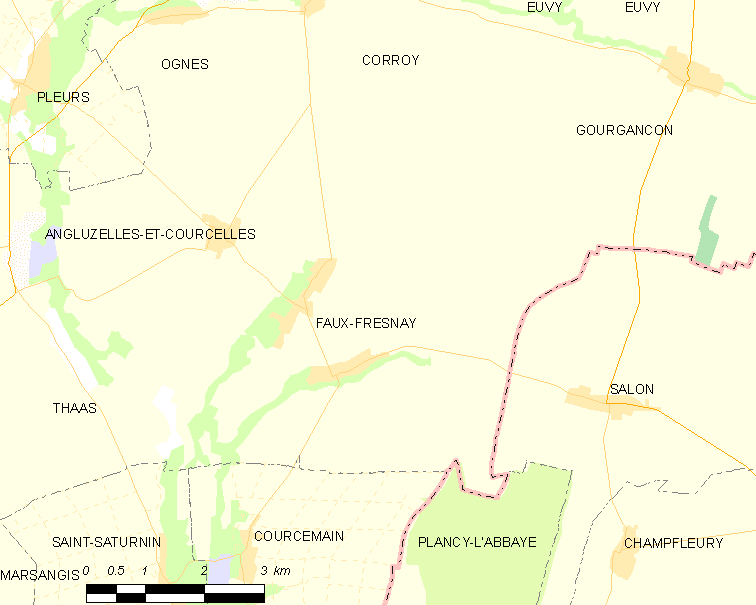
福-弗雷奈的OSM定位图

## 行政
福-弗雷奈的邮政编码为51230，INSEE市镇编码为51243。

## 政治
福-弗雷奈所属的省级选区为韦尔蒂-香槟平原县。

## 人口

1962-2008年间福-弗雷奈人口变化图示

福-弗雷奈于2022年1月1日时的人口数量为330人。